# 町田調理師専門学校
町田調理師専門学校（まちだちょうりしせんもんがっこう、英称:Machida College of Culinary Art）とは、東京都町田市中町にある調理師を養成する専門学校。

## 概要
1980年4月に開設。1979年から東海大学付属望星高等学校と技能連携制度を締結したことにより高等学校卒業資格を得ることも可能となっている。また、単位互換認定制度を使い大学・短期大学・専修学校等への進学を目指すことも可能。特に推薦制度を活かした東海大学（例えば、農学部、健康学部、海洋学部・水産学科 食品科学専攻、東海大学短期大学部・食物栄養学科）への進学は親和性が高い。

## 沿革
- 1943年（昭和18年）4月 創立者・榎本春子の自宅を開放、榎本洋裁として発足。
- 1960年（昭和35年）12月 - 料理教室を新築 料理学校を開設。
- 1978年（昭和53年）7月 - 学校法人認可。
- 1979年（昭和54年）4月 - 東海大学付属望星高等学校と技能連携を開始。
- 1980年（昭和55年）4月 - 町田調理師専修学校を開校。
- 1985年（昭和60年）4月 - 町田調理師専門学校に改称。
- 1993年（平成5年）
  - 3月 - 町田調理師専門学校「第二校舎」落成。
  - 4月 - 町田調理師専門学校・上級調理師科を開設。
- 2017年（平成29年）6月 - 創立70周年記念式典

## 設置学科
- 専門課程 調理師科
- 高等課程 上級調理師科

## 取得可能資格・取得目標資格
- 調理師免許
- 食品衛生管理者
- 専門士（衛生専門課程）

## 所在地
- 第一校舎
  - 住所：東京都町田市中町一丁目13-1
  - 町田駅より徒歩8分。
- 第二校舎
  - 住所：東京都町田市中町二丁目8-8
  - 町田駅より徒歩12分。

## グループ校
- 町田福祉保育専門学校
- 町田美容専門学校
- 町田製菓専門学校